# Бирушка (село)
Бирушка — упразднённое село в Биробиджанском районе Еврейской автономной области России. На момент упразднения входило в состав Бирушинского сельсовета (ныне на территории Бирофельдского сельского поселения). Исключено из учётных данных в 1976 году.

## География
Село располагалось вблизи правого берега реки Бирушка, у одноимённого железнодорожного разъезда Дальневосточной железной дороги. На расстоянии примерно 3 километров (по прямой) к юго-западу от села Опытное Поле.

## История
Возникло после 1926 года.
По данным на 1929 год входило в состав Ленинского района Хабаровского округа Дальневосточного края.
Не ранее 1934 года создан Бирушкинский сельсовет с центром в селе Бирушка. По данным на 1939 год село состояло из 12 хозяйств. В 1963 году центр сельсовета перенесен в село Димитрово, название сельсовета при этом осталось прежним. Решением Хабаровского крайисполкома от 14 октября 1976 г. № 602 село Бирушка исключено из учётных данных.

## Население[2]
| Год             | 1949 | 1964 |
| --------------- | ---- | ---- |
| население, чел. | 76   | 20   |